# 石井光治
石井 光治（いしい みつはる、1936年（昭和11年） - 2009年（平成21年）6月15日）は、日本の宗教家。実業家。映画プロデューサー。世界基督教統一神霊協会の日本統一教会第6代会長、世界日報社会長を務めた。

## 生涯
1963年（昭和38年）の第1期統一原理特別修練に立正佼成会から参加し、後に世界基督教統一神霊協会へ入教した。
1969年（昭和44年）5月1日、統一教会本部で22組の男女が文鮮明・韓鶴子夫妻から祝福を受けて合同結婚した。このときに石井は阿部トミ子と結ばれた。
1972年（昭和47年）に国際勝共連合渉外部長に就任。同年12月8日、石井、幸世商事代表取締役の増田勝、同取締役の藤本三雄の3人が外国為替及び外国貿易管理法違反で起訴された。
1975年（昭和50年）に世界日報社社長、統一産業社長に就任。
1979年（昭和54年）2月24日、国際勝共連合と自民党の国防関係国会議員が中心となり、「スパイ防止法制定促進国民会議」が設立された。呼びかけ人は木内信胤、朝比奈宗源、宇野精一、郷司浩平、宝井馬琴、三輪知雄の6人。サンケイ会館で設立発起人総会が開かれ、石井は発起人に名を連ねた。
1981年（昭和56年）に公開された映画『インチョン!』では映画プロデューサーを務めた。
1984年（昭和59年）4月18日、自民党・民社党の議員と保守系財界人らが「スパイ防止法のための法律制定促進議員・有識者懇談会」を設立し、岸信介が会長に就任した。当時世界日報社社長を務めていた梶栗玄太郎、石井は常任幹事に就いた。
1996年（平成8年）6月26日、世界基督教統一神霊協会日本教会の第6代会長に就任。1998年（平成10年）、世界日報社会長に就任。
2009年（平成21年）6月15日、死去。享年72。